# Prueba de la supresión de la dexametasona
La prueba de la supresión de la dexametasona está diseñada para diagnosticar y diferenciar los diversos tipos del Síndrome de Cushing y otros estados de hipercortisolemia.
La dexametasona es un esteroide exógeno que produce una retroalimentación negativa en la hipófisis para suprimir la secreción de ACTH. Este esteroide es incapaz de pasar la barrera hematoencefálica, lo que permite a esta prueba evaluar las partes específicas del Eje hipotalámico-hipofisario-adrenal.
En esta prueba se administran dosis elevadas o bajas de dexametasona y se miden los niveles de cortisol para obtener los resultados. El resultado normal sería un descenso de los niveles de cortisol con la administración de dosis bajas de dexametasona. Los resultados que indicarían un Síndrome de Cushing serían la ausencia de cambios en los niveles de cortisol a bajas dosis de dexametasona . Si los niveles de cortisol no cambian a ninguna dosificación de la dexametasona, entonces se sospechará de un tumor adrenocortical secretor de cortisona o bien un síndrome de ACTH ectópica.